# Enope (padre di Satnio)
Enope è un personaggio della mitologia greca, padre di Satnio, un giovane guerriero troiano. Si unì ad una ninfa del fiume Satnioenta, donde il nome del figlio.

## Mitologia
Enope, abitante della Troade, era un pastore di buoi che aveva avuto una relazione amorosa con una ninfa Naiade, di cui non è specificato il nome.
Mentre guardava il pascolo sulle rive del fiume Satnioenta vide la fanciulla che, come racconta Omero, era di una straordinaria avvenenza e, innamoratosene, la stuprò sul posto, cosicché la ninfa rimase incinta di Satnio.